# Universidade de Auckland

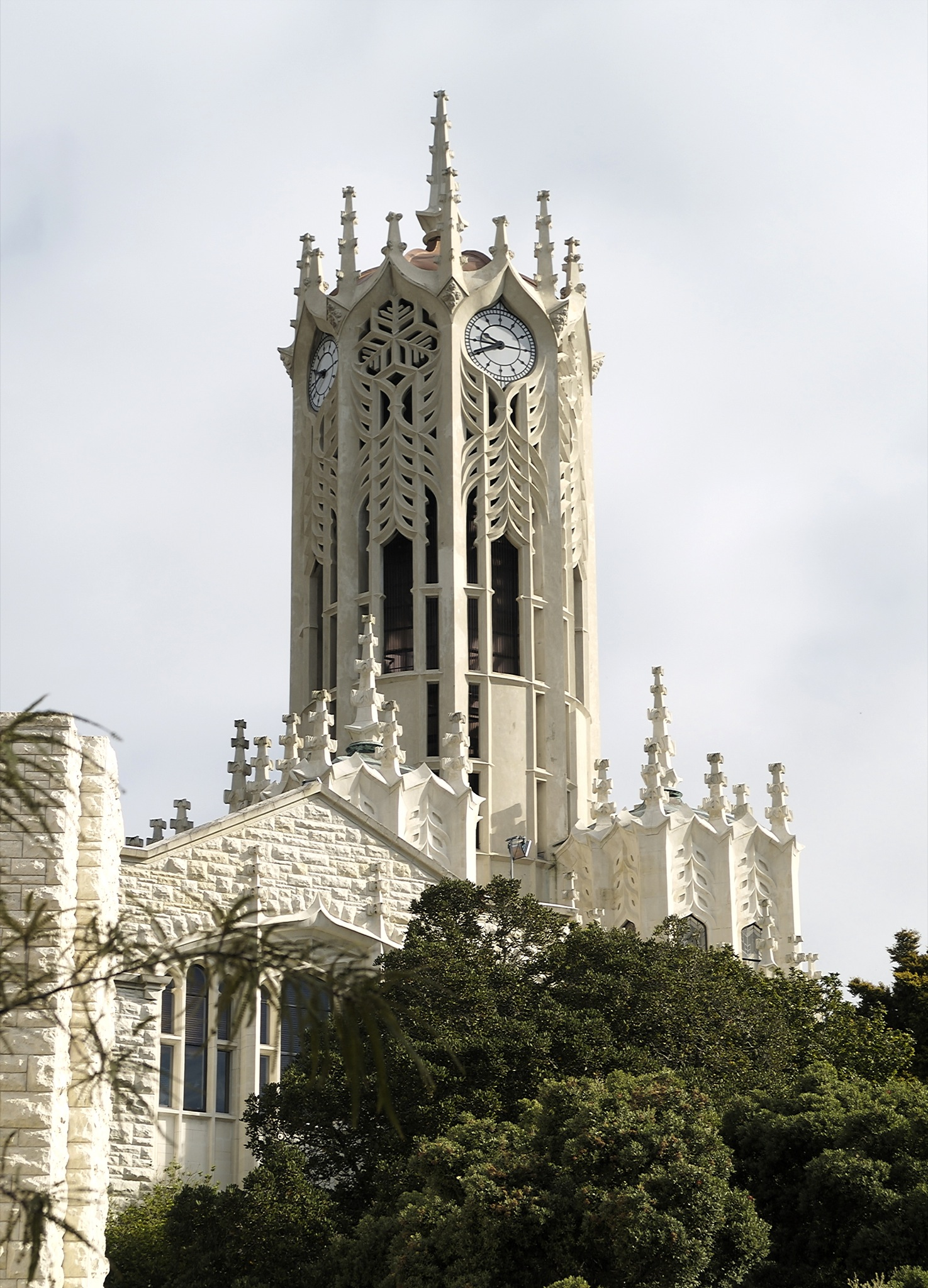
A torre relógio da Universidade.

A Universidade de Auckland ou, na sua forma portuguesa, de Auclanda (em inglês:University of Auckland) é uma instituição de ensino superior da região de Auckland, sendo a maior universidade da Nova Zelândia e a única do país a ser listada no QS World University Rankings.
Estabelecida em 1883 como um colégio ligado a Universidade da Nova Zelândia, a Auckland cresceu rapidamente e tornou-se a maior do país. Hoje, a universidade possui mais de seis campi e atende a mais de 39.000 alunos.

## História
A Universidade de Auckland foi fundada em 23 de maio de 1883 como uma filial da Universidade da Nova Zelândia, sob o nome de Auckland University College. Tendo como sede uma cadeia e fórum abandonado, o colégio passou a funcionar com apenas 95 estudantes e 4 professores, mas em 1901, o número de matriculados passou para 156. A partir de então, a instituição dava seus primeiros acertos.
Durante a década de 1930, a universidade experimentou um crescimento extraordinário, resultante do interesse em pesquisas acadêmicas. Em 1934, quatro professores aderiram à nova faculdade: Arthur Sewell, HG Forder, CG Cooper e James Rutherford. A combinação de talentos acadêmicos resultou no crescimento da instituição.

## Administração
Teoricamente, a universidade é dirigida pelo Chanceler (atualmente Roger France), contudo esta posição é apenas simbólica, já que a liderança da universidade cabe ao Vice-Chaceler (atualmente Stuart McCutcheon).